# Gabrijel Jurjević
Gabrijel Jurjević (Jurievich) (Varaždin, o. 1620. – Varaždin, 1704.?), hrvatski kajkavski pjesnik.
Rođen je u plemićkoj obitelji. Škole je pohađao u Varaždinu. 1646. – 1663. godine je bio gradski bilježnik. 1660. godine tajnik pjesnika Nikole Zrinskoga. 1667. godine bio je nadzornik u gradskome Tridesetničkom uredu, zatim tajnik varaždinske gradske Bratovštine Presvete krvi Isusove 1678. – 1681. godine. Ovdje je bio i rektor 1682. – 1689. godine. Dokumenti svjedoče od 6. siječnja i 8. veljače 1705., da umro je 1704. godine.

## Djelo
- Liszti heroov, toie velikeh na glaszv lyudih (1675.)

## Vanjske povezanice
- Liszti heroov, to je velikeh na glaszu lyudih (1675.), books.google.hr
- JURJEVIĆ, Gabrijel (Jurievich, Gabriel) u Hrvatskom biografskom leksikonu